# Brittany Snow
Pour les articles homonymes, voir Snow.
Brittany Snow est une actrice et réalisatrice américaine, née le 9 mars 1986 à Tampa en Floride.
Sa carrière est lancée par le rôle de Susan « Daisy » Lemay dans le soap opera Haine et Passion (1998-2002). Elle joue ensuite le personnage central dans la série télévisée Mes plus belles années (2002-2005).
Elle joue ensuite les guest-star, notamment dans les séries Nip/Tuck (2005) et La Loi selon Harry (2011).
Parallèlement, elle entame une carrière soutenue au cinéma, décrochant des rôles comme dans des productions pour adolescents : la comédie John Tucker doit mourir (2006), le film d'horreur Le Bal de l'horreur (2008) ou encore la comédie dramatique The Vicious Kind (en) (2009).
Finalement, après un passage dans la comédie musicale acclamée Hairspray (2007), elle revient au premier plan en faisant partie des protagonistes de la trilogie à succès Pitch Perfect (2012-2017). En 2023, Snow réalise son premier long-métrage, Parachute.

## Biographie

### Enfance et débuts précoces
Née à Tampa en Floride, Brittany Anne Snow est la fille de Cinda Jo et Jon Snow. Elle a un demi-frère prénommé John Junior et une demi-sœur prénommée Holly,. Elle est diplômée du lycée Gaither High School de Tampa.
Les parents de la jeune Brittany la lancent dans le mannequinat  pour la marque de vêtements Burdines. Elle passe à la comédie à l'âge de huit ans, avec quelques apparitions dans des séries.

### Révélation télévisuelle
Mais c'est en 1999, à l'âge de treize ans, qu'elle apprend vraiment le métier, en signant un contrat de trois ans avec la production du soap opera Haine et Passion, afin d'y incarner la jeune Susan « Daisy » Lemay. Grâce à ce rôle, elle remporte un Young Artist Awards dans la catégorie « Meilleure jeune actrice » puis elle est nommée pour deux autres Young Artist Awards et un Soap Opera Digest Awards. Elle quitte néanmoins la série au bout de neuf épisodes seulement, pour courir les castings de productions plus prestigieuses.
Après l'échec d'un pilote pour une autre série en 2001, elle décroche rôle principal de la série dramatique et musicale Mes plus belles années, lancée en septembre 2002 par la chaîne NBC. L'accueil critique positif du programme, notamment vis-à-vis de la jeune actrice, lui assure trois saisons et une soixantaine d'épisodes. En effet, de trop faibles audiences conduisent à l'arrêt du programme en mai 2005.
L'été qui suit, elle est au casting de la comédie familiale Baby-Sittor (The Pacifier), production des studios Disney avec Vin Diesel dans le rôle-titre.
La comédienne tente alors de casser son image de fille sage : d'abord en incarnant une lycéenne dans la troisième saison de la sulfureuse série Nip/Tuck. Par la suite, elle joue le rôle d'une jeune femme avec un trouble bipolaire dans un épisode de New York, unité spéciale.

### Progression au cinéma

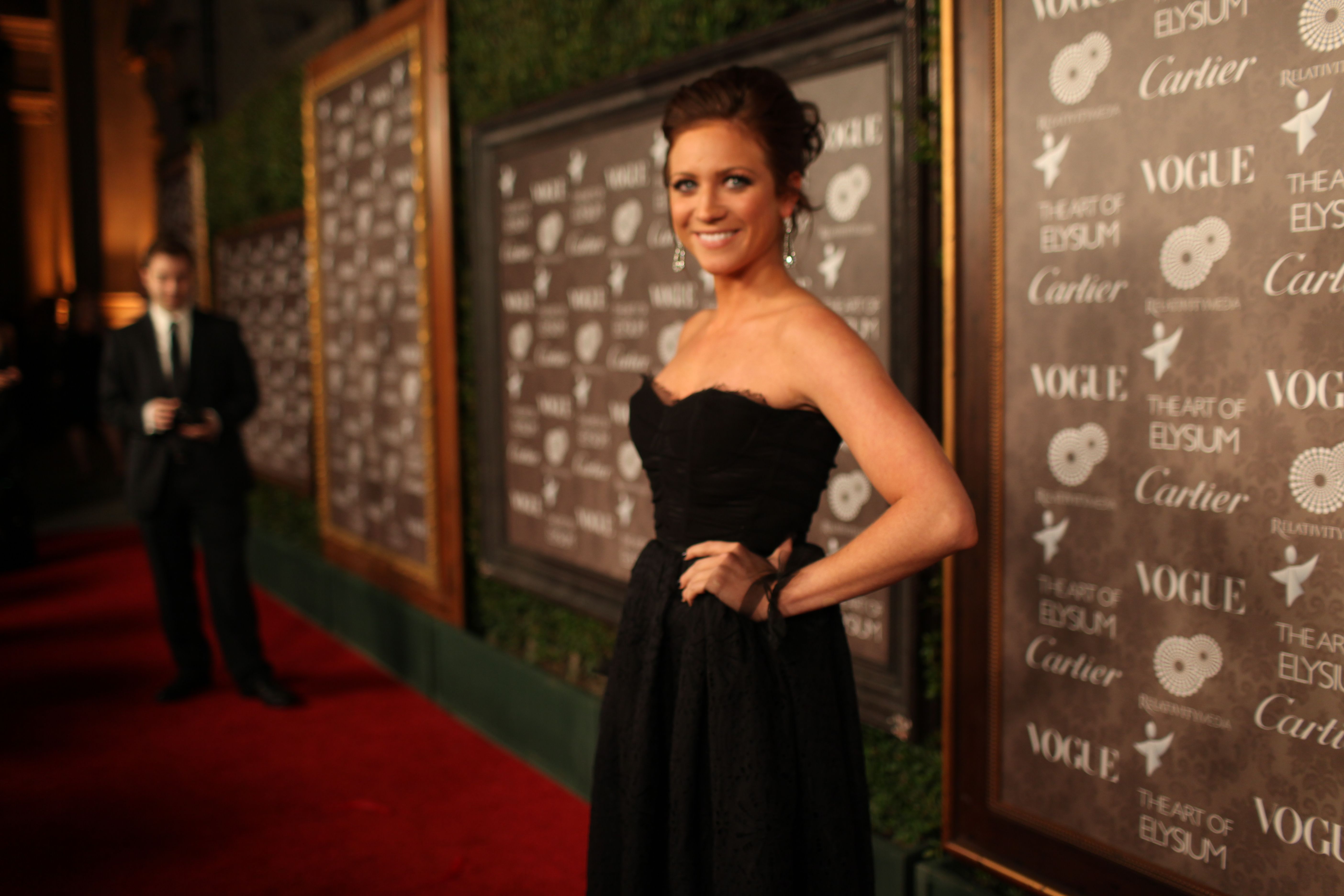
Photographiée en 2009.

Parallèlement, elle se lance au cinéma en intégrant le casting sexy de la comédie adolescente John Tucker doit mourir. Le film permet à d'autres jeunes acteurs de série de tenter l'expérience au grand écran.
Elle renoue également avec le registre musical en 2007, en faisant partie de la large distribution du remake Hairspray, notamment aux côtés de Zac Efron et Amanda Bynes. La même année, sort plus discrètement le thriller psychologique On the Doll, dont elle tient le premier rôle.
En 2008, elle alterne deux projets différents : d'abord la comédie romantique Finding Amanda, face à Matthew Broderick, puis en tenant le premier rôle du film d'horreur pour adolescents, Le Bal de l'horreur, où elle côtoie d'autres jeunes vedettes de séries télévisées. La même année, elle prête sa voix au personnage Naminé dans le jeu vidéo Kingdom Hearts 2 (mais, finalement, elle est remplacée par Meaghan Jette Martin).
En 2009, elle passe à un cinéma plus ambitieux avec la comédie dramatique indépendante The Vicious Kind (en), menée par Adam Scott. Elle tente également un retour télévisuel, en tenant l'un des rôles principaux d'un épisode flashback de la populaire série pour adolescents, Gossip Girl. Elle prêt en effet ses traits à la jeune Lily Rhodes, une série dérivée est envisagée, mais finalement annulée.
La comédienne enchaîne des films indépendants - Black Water Transit (2009), Janie Jones (2010) - et le thriller d'action 96 Minutes, en 2011. Mais désormais, elle continue aussi à la télévision avec des apparitions dans des séries éphémères - Mad Love, Marcy - avant de décrocher un rôle principal : celui d'une jeune secrétaire pétulante et sexy dans une nouvelle série judiciaire.

### Alternance entre cinéma et télévision
La Loi selon Harry se voit commander une première saison de 13 épisodes, lancée en janvier 2011. Développée par David E. Kelley, le créateur de Ally McBeal, la série a pour actrice principale Kathy Bates, dans le rôle d'une avocate revêche lançant son propre cabinet. Les audiences sont bonnes, et la chaîne NBC commande une seconde saison, attendue pour la rentrée 2012. Cependant, le personnage de Snow est réduit, et l'actrice finit par quitter la série au bout du quatrième épisode.
La même saison, elle apparaît dans quatre épisodes de l'éphémère comédie Ben and Kate, portée par Dakota Johnson. Mais elle continue surtout au cinéma : si la comédie romantique Petunia passe inaperçue, elle se distingue dans deux œuvres remarquées : d'abord le violent et noir thriller Would You Rather et surtout la comédie musicale The Hit Girls (Pitch Perfect), un énorme succès au box-office 2012, qui relance enfin sa carrière, dans le sillage des deux révélations : Anna Kendrick et Rebel Wilson.
En 2013, elle tient un rôle dans les téléfilms Call Me Crazy : A Five Film, mené par Jennifer Hudson, et To My Future Assistant, et le film Syrup (en), mené par Amber Heard.
En 2014, elle évolue aussi dans la comédie musicale There's Always Woodstock et le téléfilm An American Education.
En 2015, elle est à l'affiche de l'attendue suite Pitch Perfect 2, tandis qu'un troisième film est d'ores et déjà annoncé. En effet, ce second volet est un franc succès commercial.
Parallèlement, elle tient l'un des rôles principaux de la seconde saison de la série anthologique dramatique Full Circle. À la rentrée 2016, elle apparaît dans trois épisodes de la série musicale Crazy Ex-Girlfriend, avant de rejoindre le tournage de Pitch Perfect 3. Sortie en 2017, cette conclusion rencontre le succès.

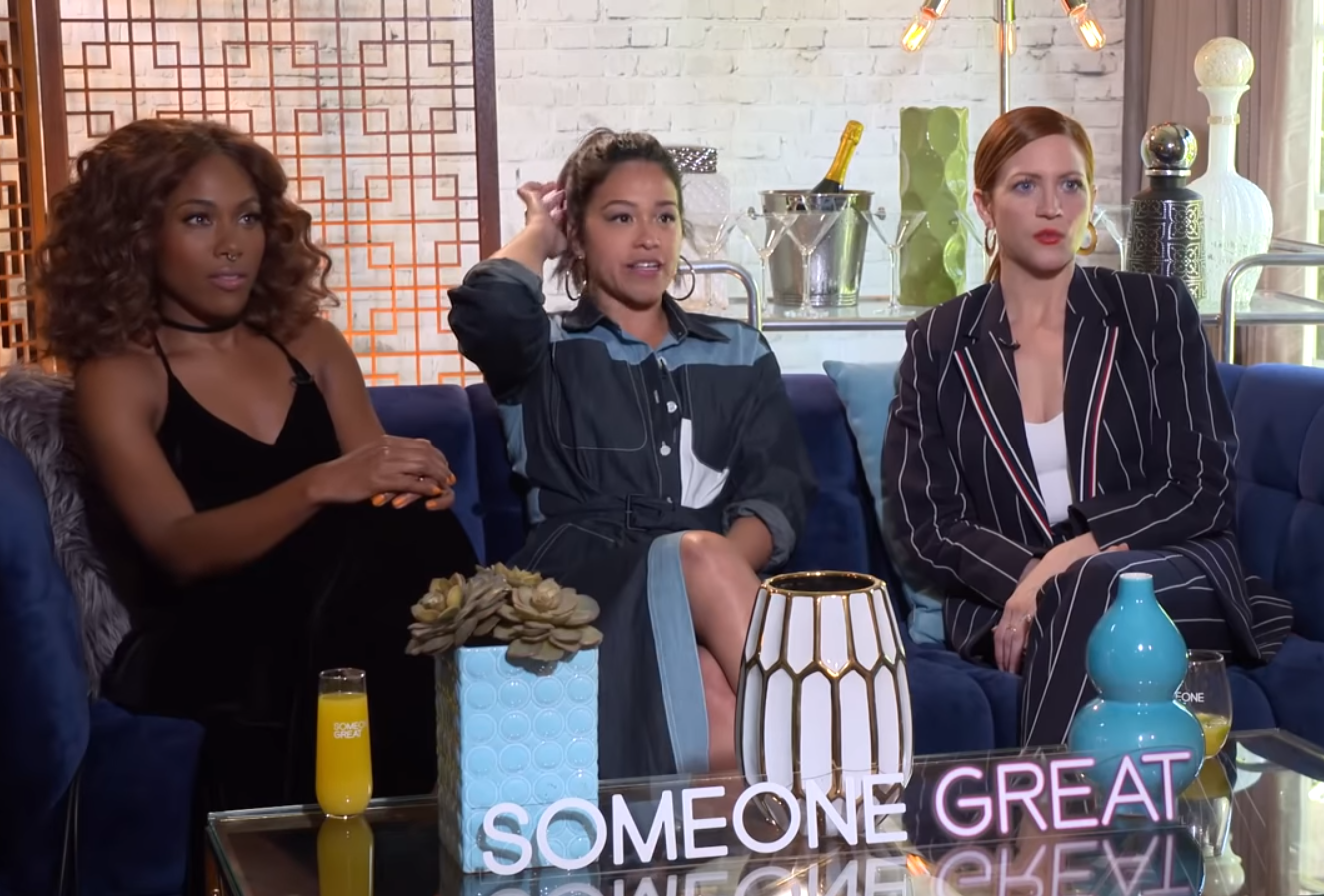
Aux côtés de DeWanda Wise et Gina Rodriguez pour la promotion de Quelqu'un de bien, en 2019.

En 2019, elle fait partie du trio vedette de la comédie romantique Quelqu'un de bien avec Gina Rodriguez et DeWanda Wise. 
La même année, elle décroche l'un des premiers rôles d'une nouvelle série développée par le réseau FOX, Not Just Me. Elle y incarne Julia Bechley, fille unique d'un pionnier de la fécondation in vitro qui découvre que son père a utilisé son sperme pour concevoir des douzaines d'enfants tout au long de sa carrière. C'est ainsi qu'elle fait la rencontre de ses nouvelles sœurs. Finalement la série change de nom au profit d'Almost Family et sa diffusion est annoncée à l'automne 2019. Elle y partage la vedette aux côtés de Megalyn Echikunwoke et Emily Osment. Cependant, la série est annulée au bout d'une seule saison, faute d'audiences. 
En parallèle, elle fait ses débuts comme réalisatrice pour un court métrage qui met en vedette Anna Camp, Chrissie Fit et J. R. Bourne.
En 2023, Snow sort son premier long métrage sur le sujet de la dysmorphophobie, intitulé Parachute.

### Vie privée
De 2002 à 2004, Brittany Snow fréquente l'acteur Kyle Searles, avant de fréquenter le musicien Michael Johnson de 2004 à 2008. Elle fréquente ensuite l'acteur Ryan Rottman de 2008 à 2010,, ainsi que le musicien William Tell de 2011 à 2012. Elle a également une relation médiatisée avec l'acteur Tyler Hoechlin de 2012 à 2015, avant de fréquenter le cinéaste Andrew Jenks de 2015 à 2016. 
Durant l'été 2018, Brittany Snow entame une relation avec Tyler Stanaland, agent immobilier, avec qui elle se fiance le 5 février 2019. Le couple se marie le 14 mars 2020, mais ils annoncent leur séparation en septembre 2022.

## Filmographie

### Actrice

#### Cinéma

##### Longs métrages
- 1995 : Si tu tends l'oreille de Yoshifumi Kondō : Shizuku Tsukishima (voix)
- 2005 : Baby-Sittor d'Adam Shankman : Zoe Plummer
- 2006 : John Tucker doit mourir : Kate Spencer
- 2007 : On the Doll (en) de Thomas Mignone : Balery
- 2007 : Hairspray d'Adam Shankman : Amber Von Tussle
- 2008 : Le Bal de l'horreur (Prom Night) de Nelson McCormick : Donna Keppel
- 2008 : Finding Amanda de Peter Tolan : Amanda Tangerman
- 2009 : The Vicious Kind (en) de Lee Toland Krieger : Emma Gainsborough
- 2009 : Black Water Transit (en) de Tony Kaye : Sardoonah
- 2010 : Janie Jones de David M. Rosenthal : Iris
- 2011 : 96 Minutes (en) d'Aimee Lagos : Carley
- 2012 : Petunia (en) d'Ash Christian : Robin McDougal
- 2012 : The Hit Girls (Pitch Perfect) de Jason Moore : Chloe Beale
- 2012 : Would You Rather de David Guy Levy : Iris
- 2013 : Syrup (en) de Aram Rappaport : Three
- 2014 : Retour à Woodstock (en) (There's Always Woodstock) de Rita Merson : Jody
- 2015 : Pitch Perfect 2 d'Elizabeth Banks : Chloe Beale
- 2015 : Dial a Prayer (en) de Maggie Kiley : Cora
- 2016 : The Late Bloomer (en) de Kevin Pollak : Michelle
- 2017 : Bushwick de Jonathan Milott et Cary Murnion : Lucy
- 2017 : Pitch Perfect 3 de Trish Sie : Chloe Beale
- 2017 : Hangman de Johnny Martin : Christi Davies
- 2019 : Quelqu'un de bien (Someone Great) de Jennifer Kaytin Robinson : Blair Helms
- 2020 : Hooking Up de Nico Raineau : Darla Beane
- 2022 : X de Ti West : Bobby-Lynne
- Prévu : Stripped de Patrick B. O'Brien : Penny

##### Courts métrages
- 2008 : Streak de Demi Moore : Baylin
- 2009 : Zac Efron's Pool Party d'Adam Shankman et Jake Szymanski : elle-même

#### Télévision

##### Téléfilms
- 2013 : To My Future Assistant de Peyton Reed : Jen
- 2013 : Call Me Crazy : A Five Film de Laura Dern, Bryce Dallas Howard, Bonnie Hunt, Ashley Judd et Sharon Maguire : Lucy
- 2014 : An American Education de Craig Zisk : Sarah Miller

##### Séries télévisées
- 1994 - 1995 : SeaQuest, police des mers : une jeune fille (2 épisodes : saison 2, épisodes 9 & 20)
- 1998 : De la Terre à la Lune : rôle non communiqué (mini-série)
- 1999 - 2000 : Haine et Passion : Susan LeMay #2 (9 épisodes)
- 1999 : Safe Harbor : Sara (saison 1, épisode 3)
- 2001 : Murphy's Dozen : rôle non communiqué (pilote non accepté)
- 2002 - 2005 : Mes plus belles années : Meg Pryor (61 épisodes)
- 2005 : Nip/Tuck : Ariel Alderman (saison 3, 5 épisodes)
- 2006 : New York, unité spéciale : Jamie Hoskins (saison 7, épisode 22)
- 2009 : Gossip Girl : Lily Rhodes jeune (saison 2, épisode 24)
- 2009 : Les Griffin : Candy (voix, saison 8, épisode 6)
- 2011 : Mad Love : Julia Swanson (saison 1, épisode 4)
- 2011 : Marcy : Brittany (saison 1, épisode 1)
- 2011 : CollegeHumor Originals : Bubbles (2 épisodes)
- 2011 : La Loi selon Harry (Harry's Law) : Jenna Backstrom (15 épisodes)
- 2012 - 2013 : Ben and Kate : Lila (saison 1, 4 épisodes)
- 2015 : Full Circle : Katie Parerra (saison 2, 5 épisodes)
- 2015 : TripTank : Stacy (voix, saison 2, épisode 10)
- 2016 : Workaholics : Erin Mantini (saison 6, épisode 5)
- 2016 - 2017 : Crazy Ex-Girlfriend : Anna Hicks (saison 2, 3 épisodes)
- 2017 : Temporary : elle-même (saison 1, épisode 4)
- 2019 - 2020 : Almost Family : Julia Bechley (rôle principal, 13 épisodes)
- 2025 : The Hunting Wives : Sophie O'Neil

#### Clip
- 2009 : It's Alright, It's OK d'Ashley Tisdale

#### Jeux vidéo
- 2007 : Kingdom Hearts II: Final Mix+ : Naminé (voix)
- 2015 : Skylanders: SuperChargers : Splat (voix)

### Réalisatrice et scénariste
- 2019 : Milkshake (court métrage)
- 2023 : Parachute

### Productrice
- 2012 : Would You Rather de David Guy Levy : Iris (productrice exécutive)
- 2019 : Milkshake d'elle-même (court métrage ; productrice exécutive)
- 2020 : Hooking Up de Nico Raineau

## Voix françaises
En France, Brittany Snow est doublée par plusieurs comédiennes. Parmi les plus fréquentes, il y a Audrey Sablé et Karine Foviau. Audrey Sourdive, Noémie Orphelin et Philippa Roche l'ont doublé à deux occasions chacune.
En France
| - Audrey Sablé dans : - The Hit Girls - Pitch Perfect 2 - Crazy Ex-Girlfriend (série télévisée) - Pitch Perfect 3 - Quelqu'un de bien - Karine Foviau dans : - La Loi selon Harry (série télévisée) - Ben and Kate (série télévisée) - Retour à Woodstock (en) - Almost Family (série télévisée) - Audrey Sourdive dans - Hangman - Hooking Up - Noémie Orphelin dans - Baby-Sittor - Call Me Crazy : A Five Film (téléfilm) - Philippa Roche dans (les séries télévisées) - Nip/Tuck - New York, unité spéciale | et aussi - Caroline Victoria dans Mes plus belles années (série télévisée) - Alexandra Garijo dans Hairspray - Barbara Beretta dans Le Bal de l'horreur - Adeline Chetail dans Gossip Girl (série télévisée) |

## Distinctions

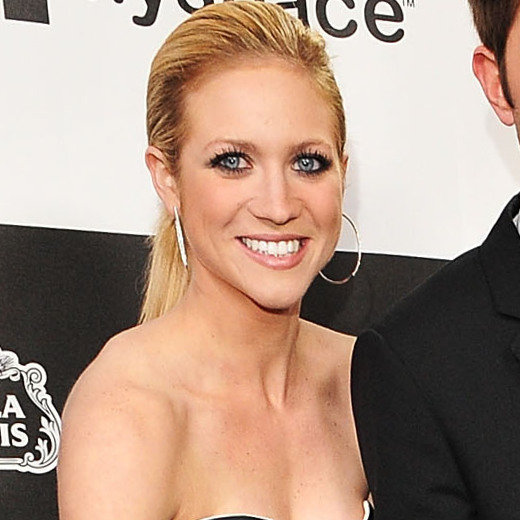
Lors des Film Independent's Spirit Awards 2010.

Sauf indication contraire ou complémentaire, les informations mentionnées dans cette section proviennent de la base de données IMDb.

### Récompenses
- Young Artist Awards 2001 : meilleure jeune actrice dans une série télévisée diffusée durant la journée pour Haine et Passion
- Festival du film de Hollywood 2008 : meilleure distribution d'ensemble de l'année pour Hairspray - partagé avec l'ensemble de la distribution principale
- Festival international du film de Palm Springs 2008 : meilleure distribution d'ensemble pour Hairspray - partagé avec l'ensemble de la distribution principale
- Festival du film de Boston 2011 : meilleure actrice pour 96 Minutes
- MTV Movie & TV Awards 2013 : meilleur moment musical pour Pitch Perfect - partagé avec l'ensemble de la distribution principale
- Teen Choice Awards 2015 : meilleure alchimie dans un film pour Pitch Perfect 2 - partagé avec Anna Kendrick

### Nominations
- Young Artist Awards 2000 : meilleure jeune actrice dans un soap opéra pour Haine et Passion
- Soap Opera Digest Awards 2001 : meilleure jeune actrice pour Haine et Passion
- Young Artist Awards 2002 : meilleure jeune actrice dans une série télévisée dramatique pour Haine et Passion
- Teen Choice Awards 2003 :
  - Meilleure actrice dans une série télévisée dramatique pour Mes plus belles années
  - Révélation féminine à la télévision pour Mes plus belles années
- Young Artist Awards 2003 : meilleure jeune distribution d'ensemble dans une série télévisée comique ou dramatique pour Mes plus belles années
- Teen Choice Awards 2004 : meilleure actrice dans une série télévisée dramatique ou d'action pour Mes plus belles années
- Young Artist Awards 2004 : meilleure jeune actrice dans un second rôle dans une série télévisée comique ou dramatique pour Mes plus belles années
- Gold Derby Awards 2008 : meilleure distribution d'ensemble pour Hairspray - partagée avec l'ensemble de la distribution principale
- Screen Actors Guild Awards 2008 : meilleure distribution dans un film pour Hairspray - partagée avec l'ensemble de la distribution principale
- Teen Choice Awards 2008 : meilleure actrice dans un film d'horreur ou un thriller pour Le Bal de l'horreur
- Prism Award 2009 : meilleure actrice dans un film pour Finding Amanda
- Teen Choice Awards 2013 : meilleur pétage de plombs dans un film pour Pitch Perfect -  partagée avec Anna Camp, Hana Mae Lee et Rebel Wilson